# Firths River
Der Firths River ist ein Fluss im Südwesten des australischen Bundesstaates Tasmanien. 

## Geografie
Der rund zwölf Kilometer lange Firths River entspringt an den Südhängen des Mount King William III., der in der King William Range im Nordostteil des Franklin-Gordon-Wild-Rivers-Nationalparks liegt. Er fließt nach Südwesten und mündet östlich des Nordendes der Prince of Wales Range in den Denison River.
Auf seinem gesamten Lauf durchfließt der Firths River unbesiedeltes Gebiet im Nationalpark.